# Tobias Meinhart

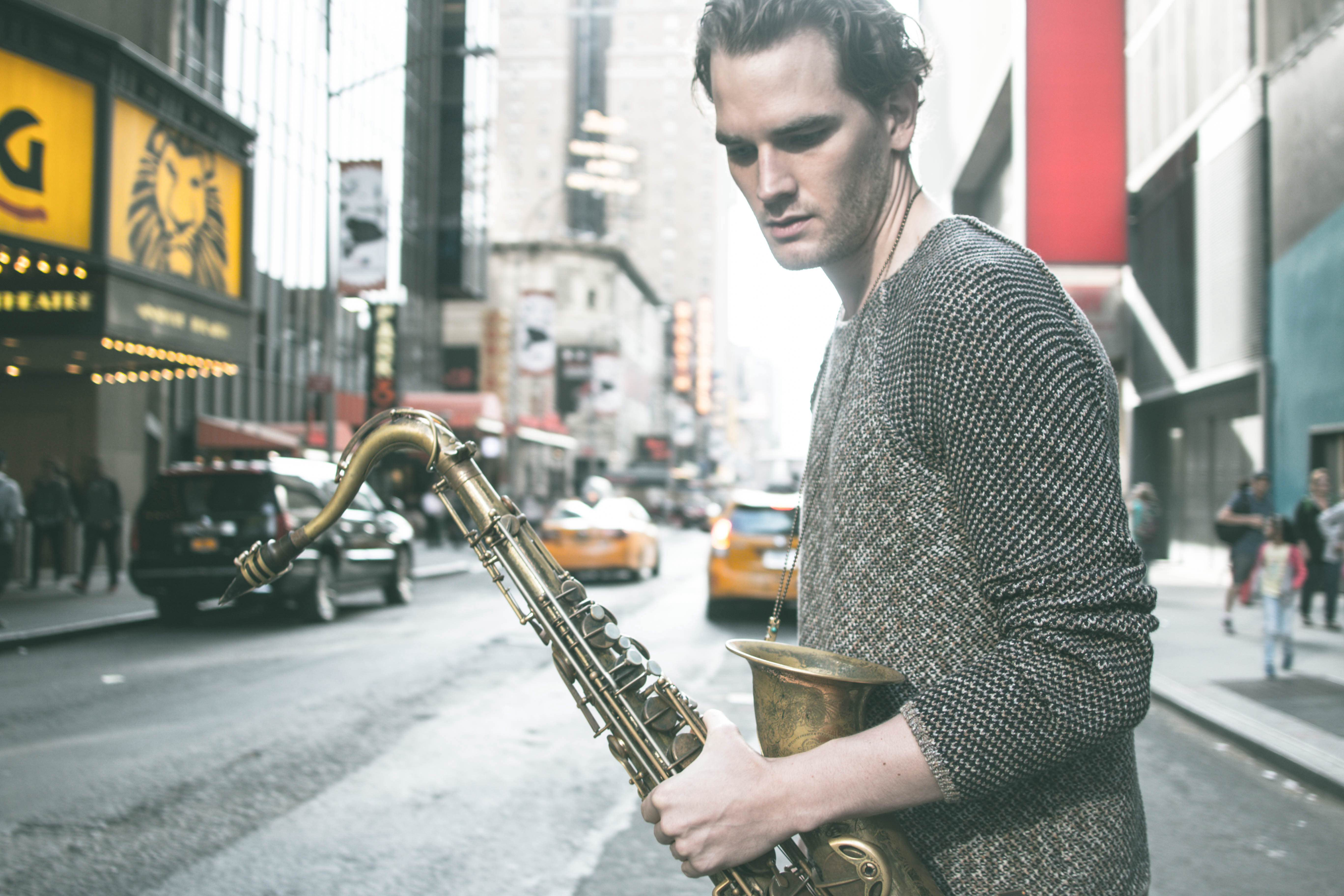
Tobias Meinhart (New York City, 2015)

Tobias Meinhart (* 1983 in Regensburg) ist ein deutscher Musiker des Modern Jazz (Sopran- und Tenorsaxophon, Komposition).

## Leben und Wirken
Meinhart, der in Wörth an der Donau aufwuchs, kam über seinen Großvater, einen Kontrabassisten, zur Musik. Er begann mit sieben Jahren auf dem Schlagzeug und wechselte mit 13 Jahren zum Saxophon. Mit 17 Jahren begleitete er das Bob Brookmeyer Orchestra als Roadie auf einer Tournee nach Portugal. Er studierte zunächst an der Musikhochschule in Basel bei Domenic Landolf, um sein Diplomstudium am Conservatorium van Amsterdam und der Hochschule der Künste Bern fortzusetzen; abgeschlossen hat er 2009 mit Auszeichnung. Als weiteren wichtigen Lehrer neben Landolf nennt er Johannes Enders.
Meinhart leitet seit 2008 ein eigenes Quartett, mit dem er 2010 ein erstes Album veröffentlichte, das er in sechs Ländern präsentierte. Weitere Alben folgten, unter anderem der Livemitschnitt eines Konzertes, das er 2012 mit der zum Quintett erweiterten Band beim Getxo-Jazzfestival im spanischen Bilbao gegeben hat.
Seit August 2010 lebt Meinhart in New York City, wo er 2012 ein Masterstudium in Jazz Performance am Queens College absolvierte. Er spielte mit Aaron Goldberg und ging mit Ingrid Jensen auf Konzertreise. 2013 war er zudem mit der Formation The Big Jazz Thing auf Deutschland-Tournee (Album A Next Generation Celebration). Auch ist er auf dem Album Hidden Roots (2014) der Sängerin Júlia Karosi zu hören. Mit dem Pianisten Lorenz Kellhuber tritt er auch im Duo auf.
2015 stellte Meinhart seine vierte CD Natural Perception vor – am Bass spielte Phil Donkin, Jesse Simpson aus San Francisco am Schlagzeug, der Spanier Yago Vázquez am Klavier und Ingrid Jensen auf der Trompete. Im Herbst 2015 war die Band in Europa auf Tournee. 2016 nahm er in New York für Unit Records die nächste CD Brooklyn Aliens mit den Musikern Yago Vázquez, Rodrigo Recabarren, Lars Ekmann und Gianni Gagliardi auf. 2017 folgte bei Enja Records Silent Dreamer, bei Sunnyside 2019 das Album Berlin People und 2021 The Painter.

## Preise und Auszeichnungen
Mit der Gruppe Fourscore gewann Meinhart 2006 bei Jugend jazzt. Mit seinem Quartett wurde er 2009 bei Startbahn Jazz ausgezeichnet und erhielt im selben Jahr den Publikumspreis für die beste Band beim Getxo Jazzfestival, wo er 2012 mit dem Solistenpreis ausgezeichnet wurde.

## Diskographische Hinweise
- Sonic River (Sonic River Records 2025, mit Charles Altura, Eden Ladin, Matt Penman, Obed Calvaire sowie Sara Serpa)
- Tobias Meinhart Berlin People: Dark Horse (Sunnyside 2023, mit Ludwig Hornung, Kurt Rosenwinkel, Tom Berkmann, Mathias Ruppnig)[5]
- The Painter (Sunnyside 2021; mit Eden Ladin, Matt Penman, Obed Calvaire sowie Ingrid Jensen, Charles Altura)[6]
- Berlin People (Sunnyside, 2019; mit Ludwig Hornung, Kurt Rosenwinkel, Tom Berkmann, Mathias Ruppnig)
- Silent Dreamer (Enja Records, 2017 mit Ingrid Jensen, Charles Altura, Orlando LeFleming, Phil Donkin, Yago Vazquez, Justin Carroll)
- Natural Perception (Enja Records, 2015, mit Phil Donkin, Jesse Simpson, Yago Vazquez, Ingrid Jensen)
- In Between (Double Moon, 2014, mit Lorenz Kellhuber, Rocky Knauer, Gabriel Hahn sowie Camila Meza, Emilia Taubic, Tobias Christl)
- Fourscore Add to Friends (INT, 2007, mit Alex Jung, Heiko Jung, Nevyan Lenkow)